# Francis Wilkinson Pickens
Pour les articles homonymes, voir Pickens.
Francis Wilkinson Pickens (7 avril 1805 ou 1807 – 25 janvier 1869) était un homme de loi et un homme politique américain démocrate, gouverneur de Caroline du Sud au début de la guerre de Sécession.
La Caroline du Sud est le premier État à faire sécession. Gouverneur pendant la crise de Fort Sumter, il a sanctionné les tirs sur le navire qui tentait de ravitailler la garnison de l'Union assiégée et le bombardement du fort.